# Венето
Ве́нето (італ. Veneto), або Вене́ція — регіон Італії. Розташований на півночі країни. розподілена на провінції: Венеція (VE), Беллуно (BL), Падуя (PD), Ровіґо (RO), Тревізо (TV), Верона (VR) та Віченца (VI).
Площа 18365 км², населення 4 962 499 осіб (2012).
Столиця — Венеція.
Найбільші річки: По (652 км), Адідже (410 км), П'яве (220 км).
Найбільше озеро: Ґарда. Найвищі гори: Мармолада (3342 м), Антелао (3265 м), Тофана ді Медзо (3243 м).
Національний парк Доломіті Беллунезі. Регіональні природні парки: Доломіті д'Ампеццо, Коллі Еуґаней, Ф'юме Сіле, Дельта дель По, Лессінія.
Пам'ятки історії й культури: Площа й собор Сан Марко, палац Дожів, канали, мости (усі — Венеція), Арена, собор Сан Дзено (Верона), базиліка (Віченца), Капелла дельї Скровеньї й церква Сант'Антоніо (Падуя), собор (Тревізо).
Типова страва — різі є бізі (рисовий суп с зеленим горошком та шинкою).
Типові вина — Амароне, Бардоліно, Каберне, Просекко ді Вальдобб'ядене, Соаве, Речото ді Соаве, Речото делла Вальполічелла, Вердуццо.

## Уряд та політика
Венето — президентсько-парламентська представницька демократія. Президент регіону, якого зазвичай називають губернатором чи навіть дожем, в пам'ять про традиційного венеційського голову регіону, також є головою регіонального уряду. Законодавча влада здійснюється регіональною радою. Статут (який вперше був оприлюднений 22 травня 1971 року) використовує термін «люди» посилаючись на венеційців, але, як і у випадку з сардинцями, це не є правовим визнанням будь-яких відмінностей від інших громадян Італії. Більше того регіон не наділений формою автономії, яка порівнянна з рівнем сусідньої Фріулі-Венеція-Джулія та Трентіно-Альто-Адідже. Ось чому багато муніципалітетів провели референдуми для приєднання до цих регіонів.
Традиційно, як дуже католицький регіон, Венето колись був центорм християнсько-демократичної партії, яка виграла рекордні 60.5 % голосів на загальноіталійських виборах 1948 року, а також набирала більше 50 % в опитуваннях на кожних загальнонаціональних і регіональних виборах, і керувала регіоном з моменту її створення в 1970—1994 роках. Після цього Венето була оплотом правоцентристської коаліції, яка керувала регіоном з 1995 року спочатку під керівництвом президента Джанкарло Галана (Forza Italia/People of Freedom) і, починаючи з 2010 року, Лука Дзайя (Ліга Венета-Лега Норд). На регіональних виборах 2015 р. «Ліга Венета-Лега Норд» виграла 40,9 % голосів (сума партійного списку та особистого списку Дзайя). За нею слідували три основні італійські партії того часу: Демократична партія (16,7 %), Рух п'яти зірок (10,4 %) та Forza Italia (6,0 %). На думку Роберта Патнема, «інституційна ефективність» регіонального уряду Венето вище, ніж в Італії, а «Венето» належить до «цивільної Півночі».

### Венеційський націоналізм
Венеційський націоналізм — регіональний/націоналістичний політичний рух, який у 1970-х і 1980-х роках отримав значну популярність у Венето, вимагаючи більшої автономії, спеціального статуту чи навіть незалежності, а також сприяння венеційській культурі, мові та історії. Це політичний фон, на якому «Ліга Венета» була запущена в 1980 році. Виникли й інші націоналістичні угруповання, в тому числі Ліга Венета Републіка, Північно-Східний Проєкт та сепаратистська держава Венето, Венеційська незалежність та Plebiscito.eu, але вони ніколи не були такими популярними як Ліга Венето, яка була членом-засновником Лега Норд у 1991 році.
Венеційська Незалежність та інші подібні групи давно пропонують провести референдум про незалежність Венето від Італії. Після того, як у листопаді 2012 року регіональна рада затвердила резолюцію про самовизначення (з явним посиланням на референдум), у квітні 2013 року було запропоновано законопроєкт референдуму.
Plebiscite 2013 організував онлайн референдум без офіційного визнання 16-21 березня 2014 року. За словами організаторів, участь у голосуванні взяло 63,2 % (2,36 млн виборців), а 89,1 % учасників (56,6 % всіх виборців) проголосували «за» проголошення автономії. Проте декілька джерел новин заперечували ці результати, заявивши, що учасники склали не більше 135 000 (3,6 % виборців), ґрунтуючись на незалежній статистиці вебтрафіку.
22 жовтня 2017 р. У Венето відбувся референдум з питань проголошення автономії: 57,2 % венеційців брали участь і 98,1 % проголосували «так».